# Muck Rack
Muck Rack是一个面向记者和公关部门的软件数据库，于2009年创立。该平台是一个注册记者作品的新闻聚合器，对记者免费，公关部门则需要订阅。
据《记者杂志》报道，Muck Rack会索引注册记者发送的每条推文，如果推文包含他们撰写的文章的链接，那么该文章也会被索引。它还会每天向注册会员发送电子邮件，告知其他记者在社交媒体上的反响。